# Birgit Hedström
Birgit Kristina Hedström, född 30 april 1891 i Håsjö församling, Jämtlands län, död 30 oktober 1979 i Brännkyrka församling, Stockholms län, var en svensk rösträttsaktivist, politiker och journalist. Hon var verksam i kampanjen för införandet av kvinnlig rösträtt i Sverige, och ordförande för Föreningen för kvinnans politiska rösträtt i Östersund 1917–1921. 
Hedström var redaktionssekreterare för Länstidningen Östersund, 1924–1929, redaktör för Stockholms FCO:s tidning Arbetets kvinnor 1931–1944, filmcensor i Statens biografbyrå 1933–1956, medlare i äktenskapstvister 1939–1962, ledamot av folkskoledirektionen 1939–1944 och suppleant i tjänstenämnden 1939–1940.

## Bakgrund
Birgit Hedström var dotter till handelsmannen Magnus Nilsson och kallskänkan Brita Henrietta Pettersson. Hon gifte sig 1913 med direktör Josef Hedström och fick 1916 dottern Åsa Holmsen, senare tv-producent och regissör. 
Hedströms politiska intresse ledde via nykterhetsrörelsen i Jämtland, Brunnsviks folkhögskola 1909–1910, rösträttsrörelsen, fredsrörelsen, kvinnorörelsen och resor i Europa till ett liv som socialdemokratisk agitator och journalist.

### Rösträttskvinna och socialdemokratisk agitator
Den 23 november 1914 valdes Hedström in i styrelsen för Östersunds Föreningen för kvinnans politiska rösträtt, FKPR.
År 1915 kom hon i kontakt med de socialdemokratiska politikerna Carl Lindhagen, Fredrik Ström samt Ivar Vennerström på en fredskongress i Varberg, vilket ledde till att hon 1917 som ordförande i Östersunds F.K.P.R., började agitera för Sveriges socialdemokratiska vänsterparti. När SSV upplöstes 1923 återvände Hedström till SAP där hon fortsatte agitera.

### Pacifist
Fredsavtalet efter första världskriget skulle skrivas under i Versailles i slutet av juni 1919. Women’s International League for Peace and Freedom samlade i maj kvinnor från Europa och USA i Zürich för att försöka påverka skrivningarna i fördraget. Birgit Hedström ingick i den svenska delegationen. 
År 1920 deltog hon i The Eighth Conference of The International Woman Suffrage Alliance, den 6–12 juni 1920 i Genève. Birgit Hedströms resor genom Tyskland, Frankrike, Italien, Tjeckoslovakien Österrike och Ungern under 1920- och 30-talen blev en snabbkurs i Europas konst och kultur.

### Journalist och antinazist
Åren 1924–1929 var Birgit Hedström redaktionssekreterare på den nystartade socialdemokratiska Länstidningen i Östersund och agiterade för socialdemokraterna. Hon var också med och startade Folket i Bild och Unga Örnars tidning. Under 1932–1944 var hon redaktör för Arbetets kvinnor, utgiven av Kvinnornas fackliga samorganisation i Stockholm, samtidigt som hon var redaktör för Unga Örnar. I Arbetets kvinnor behandlades främst fackliga frågor men Birgit Hedström förde också en ständig kampanj mot nazismen och publicerade artiklar om förhållandena i koncentrationslägren och våldet mot judar och oliktänkande. Hon var ständig medarbetare i Social-Demokraten och dess efterföljare Morgon-Tidningen, och skrev ofta i Folket, Stockholmstidningen och Socialdemokratiska kvinnoförbundets Morgonbris. År 1929 fick Birgit Hedström Brantingstipendiet ”1,000 kronor för studier i Tyskland och Österrike om intresset bland kvinnorna för socialdemokratin och deras anslutning till partiet, samt om sättet för anslutningen till socialdemokratin.”

### Filmcensor och medlare i äktenskapstvister
År 1933 utsågs Birgit Hedström till censor vid Statens biografbyrå. Hon var där den enda kvinnan bland de ordinarie censorerna och den enda utan ens studentexamen, hon hade bara sex års skolgång. År 1939 blev hon en av Stockholms stads medlare i äktenskapstvister. Hon satt i Stockholms stadsfullmäktige (1938–1942), i Folkskoledirektionen (1939–1944) och som sekreterare i styrelsen för Stockholms stads kommunala mellanskolor (1938–1945). Birgit Hedström utsågs av stadsfullmäktige till ledamot av lokalstyrelsen för det nystartade Högre allmänna läroverket för flickor på Södermalm under tiden 1940-1957.
Den 27 april–15 maj 1934 deltog Birgit Hedström tillsammans med bland annat författarna Gurli Hertzman-Ericson, Elin Wägner och Signe Höjer i tidningen Morgonbris uppmärksammade gruppresa till Moskva. Målet var att studera ”barnens och kvinnornas förhållanden i den nya arbetarstaten.” Från Statens biografbyrå fick Birgit Hedström ett resebidrag på 250 kr för ”att företa filmstudier i Ryssland, ansökan bifölls av Kungl.Maj:t”.

### Kvinnornas vapenlösa uppror mot kriget 1935
Vid opinionsmötet Kvinnornas representantmöte 'Ned med vapnen' på Auditorium den 1 september 1935 bildades fyra utskott. Birgit Hedström ingick i presskommittén.

### Kvinnokommittén för Spaniens barn
Efter att Spanska inbördeskriget brutit ut bildades 27 december 1936 Kvinnokommittén för Spaniens barn. Birgit Hedström invaldes i arbetsutskottet tillsammans med bland andra Ellen Hagen och Anna Lenah Elgström. Kommittén samlade in nästan 400 000 kr och öppnade två barnhem med stöd av Internationella Rädda barnen och Röda korset.

### Fredshögskolan
År 1939 i maj utsågs Birgit Hedström till en av Fackliga Centralorganisationens kvinnosektions representanter i kvinnoföreningarnas beredskapskommitté som bildats 1938 inför krigshotet.
År 1939 tog folkhögskolerektorn Filip Stenson initiativ till Stiftelsen Fredshögskolan. Bland medgrundarna, en blandning av pacifister och intellektuella idealister, fanns däribland Hedström och hennes vänner Greta Engkvist, Anna Lenah Elgström och Fredrik Ström samt författaren Karin Boye och professorerna Lydia Wahlström och Einar Tegen.
Efter pensionen svarade Birgit Hedström på frågor om familjeproblem i egna hjärtespalter och skrev frilansartiklar. Sin sista artikel, om Förintelsen, skrev hon i Kommunalarbetaren 1979, samma år som hon dog, 88 år gammal och nästan blind. Hon är gravsatt på Norra begravningsplatsen i Östersund.